# Kanaal van Xerxes

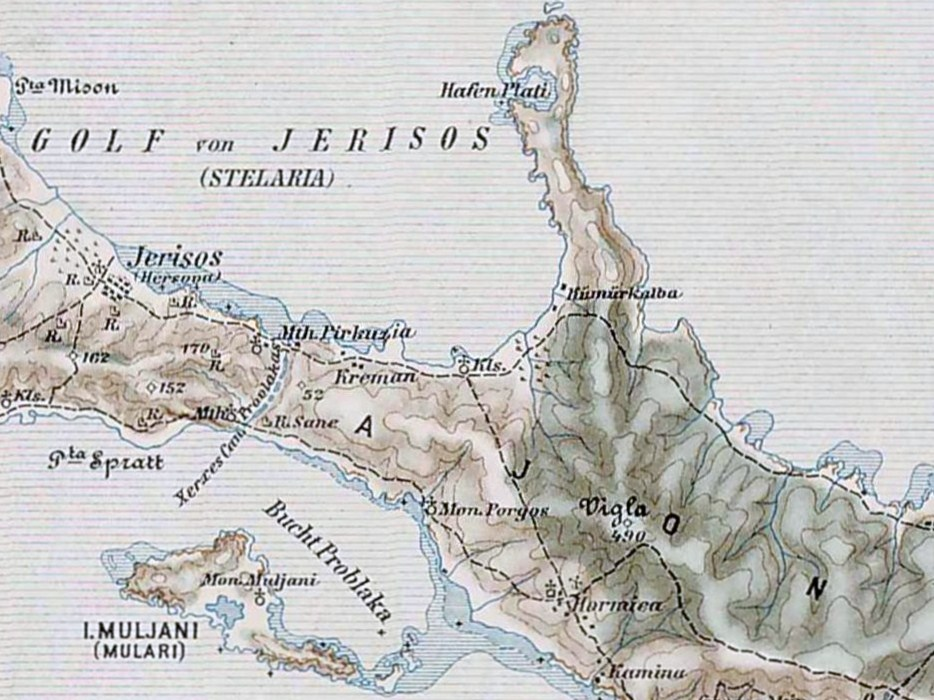
Kaart met de ligging van het Kanaal van Xerxes

Het kanaal van Xerxes (Grieks: Διώρυγα του Ξέρξη) was een kanaal door het schiereiland Athos in het noorden van Griekenland. Het kanaal is in de 5e eeuw v.Chr. gegraven door de Perzische koning Xerxes I en is een van de weinige overblijfselen van het Perzische Rijk in Europa.

## Ligging
Het kanaal doorsnijdt het schiereiland Athos op het smalste punt en liep van de Golf van Ierissos aan de noordkust, ten oosten van het huidige Nea Roda, naar de Golf van Athos aan de zuidkust, ten westen van Tripiti. Het kanaal was ruim 2 kilometer lang, 30 meter breed en 3 meter diep. Dit was voor triremen diep genoeg om het kanaal te kunnen bevaren en breed genoeg om elkaar te kunnen passeren.

## Geschiedenis

Kaart van de troepenbewegingen in Griekenland tijdens de Perzische oorlogen.

Volgens Herodotus' Historiën verloor Darius I in 492 v.Chr. een groot deel van zijn vloot (300 schepen en 20.000 mannen) toen zijn strafexpeditie, onder leiding van Mardonius, bij de berg Athos in een storm terechtkomt.
Terwijl Xerxes de Tweede Perzische Oorlog voorbereidde, beval hij in 483 v.Chr. een kanaal te bouwen door het schiereiland Athos, om te voorkomen dat hem hetzelfde zou overkomen. Mogelijk speelde ook trots een rol.
Het werk, geleid door de Perzen Bubares en Artachaies, werd gedaan door onder dwang gerekruteerde lokale inwoners, Feniciërs en Egyptenaren. Drie jaar later, in 480 v.Chr., werd het kanaal voltooid. Volgens Herodotus was het kanaal 12 stadia lang. Het kanaal raakte echter al snel in verval en werd niet meer gebruikt nadat de Perzische vloot was gepasseerd, op weg naar de Slag bij Thermopylae en vervolgens naar Athene.
Het kanaal werd later nog genoemd door Thucidydes in De Peloponnesische Oorlog uit circa 400 v.Chr.

## Archeologie
Omdat het waarheidsgehalte van de Historiën werd betwijfeld, zijn er verschillende onderzoeken naar het kanaal ingesteld. Die bevestigden het bestaan van het kanaal.
In de 2e eeuw v.Chr. beweerde Demetrius van Scepsis op basis van eigen onderzoek dat er inderdaad een kanaal was geweest, maar hij kon niet het gehele kanaal terugvinden.
Drie verschillende onderzoekers, in de 19e en 20e eeuw, vonden ook bewijs dat er een kanaal was geweest dat de landengte doorsneed. Tot in de jaren '90 was er echter geen overeenstemming over de lengte en breedte van het kanaal. Ook was het de vraag of het kanaal de gehele landengte had doorsneden of slechts een gedeelte daarvan.
In de jaren '90 werd er een onderzoek gestart door Griekse en Britse onderzoekers. Zij ontdekten door middel van seimologisch en sedimentologisch onderzoek dat het kanaal het hele schiereiland doorsneden had. Ook werd duidelijk dat het kanaal in korte tijd was gebouwd en slechts voor korte tijd werd gebruikt. Dit komt overeen met Herodotus' bevindingen.

### Antieke bronnen
- Herodotus, Historiën
- Thucydides, De Peloponnesische Oorlog

### Moderne bronnen
- B. S. J. Isserlin, R. E. Jones, V. Karastathis, S. P. Papamarinopoulos, G. E. Syrides and J. Uren "The Canal of Xerxes: Summary of Investigations 1991-2001" The Annual of the British School at Athens Vol. 98 (2003), pp. 369–385 http://www.jstor.org/stable/30073214
- B. S. J. Isserlin: The Canal of Xerxes: facts and problems. Annual of the British School at Athens 86 (1991), 83–91.
- B. S. J. Isserlin, R. E. Jones, S. P. Papamarinopoulos, J. Uren: The Canal of Xerxes: preliminary investigations in 1991 and 1992. Annual of the British School at Athens 89 (1994), 277–284.
- B. S. J. Isserlin, R. E. Jones, S. P. Papamarinopoulos, G. E. Syrides, Y. Maniatis, Y. Facorellis, J. Uren: The Canal of Xerxes: investigations in 1993–1994. Annual of the British School at Athens 91 (1996), 329–340.
- B. S. J. Isserlin, R. E. Jones, V. Karastathis, S. P. Papamarinopoulos, G. E. Syrides and J. Uren "The Canal of Xerxes: Summary of Investigations 1991-2001" The Annual of the British School at Athens Vol. 98 (2003), pp. 369–385 http://www.jstor.org/stable/30073214
- R. E. Jones, B. S. J. Isserlin, V. K. Karastathis, S. P. Papamarinopoulos, G. E. Syrides, J. Uren, I. Balatsas, Ch. Kapopoulos, Y. Maniatis, Y. Facorellis: Exploration of the Canal of Xerxes, Northern Greece: the role of geophysical and other techniques. Archaeological Prospection 7 (2000), 147–170 (Abstract).
- V. K. Karastathis, S. P. Papamarinopoulos: Preliminary results of the implementation of the shallow seismic techniques in order to detect the King Xerxes' Canal. Extended Abstract. Newsletter (European Geophysical Society) 53 (1994), 8–9.
- V. K. Karastathis, S. P. Papamarinopoulos: The detection of the Xerxes Canal by the use of shallow reflection and refraction seismics - preliminary results. Geophysical Prospecting 45 (1997), 389–401 (Abstract[dode link]).
- V. K. Karastathis, S. P. Papamarinopoulos, R. E. Jones: 2-D Velocity Structure of the Buried Ancient Canal of Xerxes: An Application of Seismic Methods in Archaeology. Journal of Applied Geophysics 47 (2001), 29–43.
- Y. Bhattacharjee: Persian Canal Discovery Is Testament to Ancient Engineering Skills. New York Times, 13. November 2001 (Text).